# Karlstorp, Trollhättan
Karlstorp är en stadsdel i Trollhättan, strax söder om centrum, med 2 200 invånare. 
Den domineras av flerfamiljshus, men innefattar också en hel del villakvarter. Merparten av bebyggelsen är från första halvan av 1960-talet.
Inom stadsdelen ligger tidigare Trollhättans lasarett, där idag olika privata och offentliga verksamheter är inhysta, samt Karlstorpskyrkan, som tillhör Trollhättans baptistförsamling.
I dagligt tal räknas ibland de västligaste delarna av Karlstorp till Skoftebyn och Eriksro.